# 二月瑞香
二月瑞香（学名：Daphne mezereum）是瑞香科瑞香属的一种植物，原产于欧洲与西亚大部分地区，北至斯堪的纳维亚北部与俄罗斯。在欧洲南部，二月瑞香主要生长于中高海拔与亚高山带。而在欧洲北部，则可生长于海平面附近。石灰岩地区较常见。

## 描述
二月瑞香是一种落叶灌木，高1.5米。叶片柔软，长3至8厘米，宽1至2厘米，在茎上呈螺旋状分布。花期早春，先花后叶。花被4裂，粉色或淡紫色（稀白色），直径10至15毫米，香气浓郁。果实为鲜红色浆果，直径7至12毫米。果实对人类有毒，但鸫等鸟类对其免疫，可通过鸟类传播种子。